# Réserve naturelle de Nomentum
La réserve naturelle de Nomentum est une zone naturelle protégée située entre Mentana, Fonte Nuova et Monterotondo, dans la province de Rome, en Italie.

## Territoire

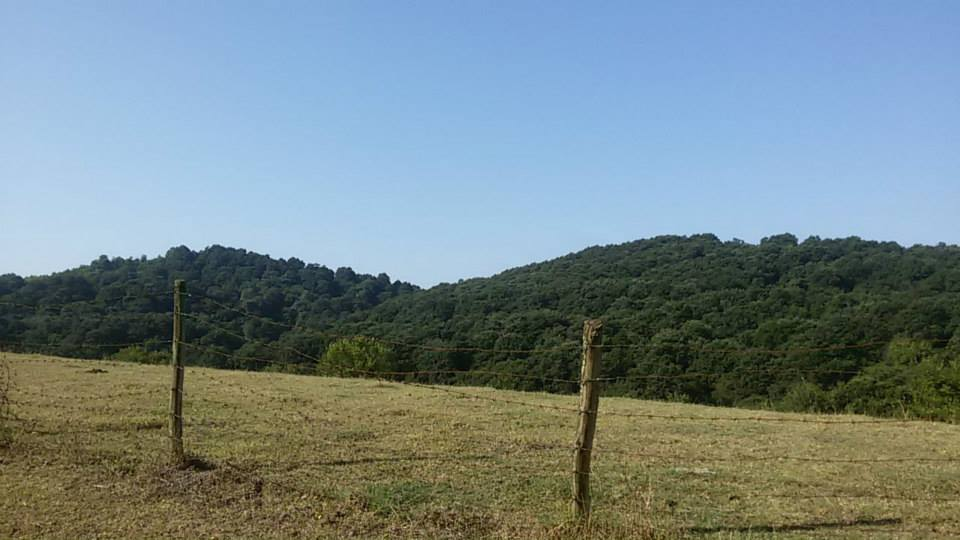
Forêts de Nomentum.

Le parc est réparti sur différentes localités :
- sur trois forêts (Bosco Valle Cavallara, Bosco Mancini et Bosco Santa Lucia) qui sont situées entre la via Nomentana et la via Palombarese ;
- sur deux forêts (Bosco Spallette et Bosco Pascolaretto) entre la via Nomentana, Quarto Conca et Selva dei Cavalieri (ces 2 derniers sont des hameaux de Fonte Nuova) ;
- sur le parc Trentani (it) (divisé entre Mentana et Fonte Nuova) ;
- sur la forêt Bosco della Gattaceca située entre Monterotondo et Castelchiodato (it).

Le parc couvre environ 850 ha et est créé avec la L. R. 29/97. L'agriculture et l'approvisionnement en eau ont considérablement réduit les espaces verts, mais ces derniers restent encore importants. Le territoire est situé à une altitude comprise entre 60 m et 200 m d'altitude. Les sols sont originaires de la mer de la période plio-pléistocène. Ils sont essentiellement composés de sable et d'argile, placés au-dessus des argiles bleues du Pliocène, celles-ci sont situées dans la partie sud du parc. Parfois, des couches de tuf émergent des volcans de La Storta et du volcan Albain. Dans certaines vallées, il existe des sédiments limono-argileux alluviaux.

## Faune et flore

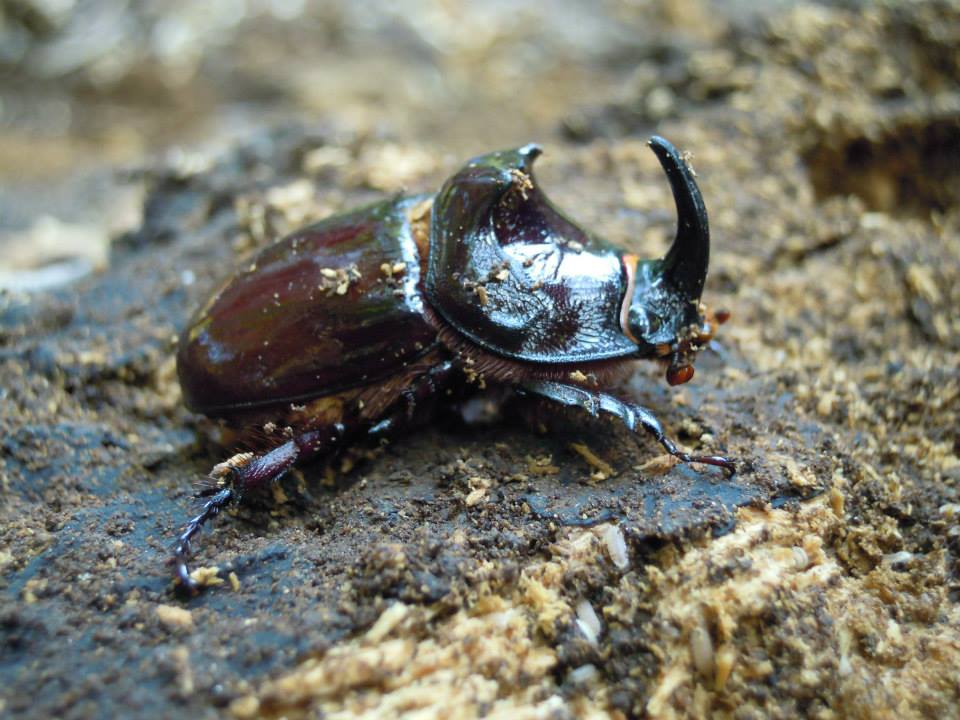
Un scarabée rhinocéros mâle photographié à l'intérieur du parc.

La flore comprend des chênes velus, des chênes de Hongrie, des chênes pubescents, des ornes, des charmes d'Orient, des érables champêtres, des euphorbes des bois, des anémones des Apennins, des cyclamens étalés, des cyclamens de Naples,des aliboufiers, des fragons petit-houx et des aubépines monogynes.
La faune est composée de nombreux mammifères, incluant le hérisson commun, le porc-épic à crête, le renard roux, le sanglier, la fouine, la belette d'Europe et le blaireau européen ; on retrouve également plusieurs batraciens comme le bufo, le crapaud vert et la grenouille verte, ainsi que de nombreux oiseaux avec plusieurs espèces de piciformes et de passereaux, des huppes, le coucou gris, et enfin des rapaces, dont la chevêche d'Athéna, la chouette hulotte, le petit-duc scops, le faucon crécerelle et la buse variable.

## Annexe